# Lübecker Domkapitel 1803

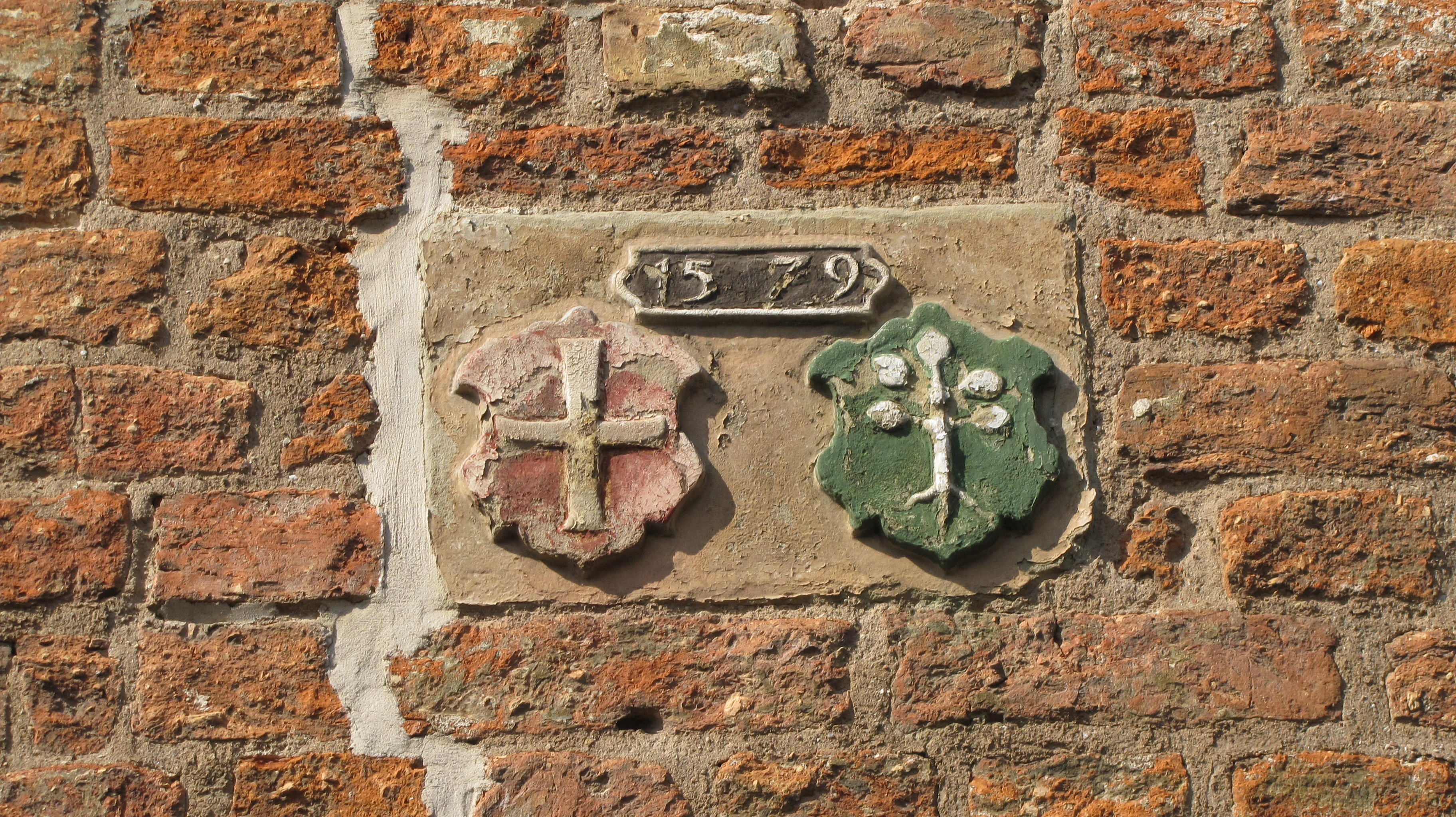
Wappen des Lübecker Domkapitels am Predigerhaus in der Hartengrube der Lübecker Altstadt

Liste der Domherren des Lübecker Domkapitels bei dessen Auflösung im Zuge des Reichsdeputationshauptschlusses 1803. Die nachfolgende Liste folgt der Zusammenstellung des Lübecker Staatsarchivars Carl Friedrich Wehrmann anhand des Staatshandbuches des Bistums Lübeck genannten Hochstifts Lübeck auf das Jahr 1803. Die Besitzungen des Domkapitels gingen im Zuge der Säkularisation 1804 auf das Amt Großvogtei im Fürstentum Lübeck über.

## Domkapitel 1803
Das Domkapitel bestand grundsätzlich aus 30 Domherren, die seit der Reformation größtenteils lutherisch waren. Es waren aber bis zu vier Katholiken zugelassen, die als Catholicus ausgewiesen wurden. Es unterteilte sich nach Eduard Vehse in zehn Panistae, die Integrati, die Semi-Integrati, die Canonici in herbis sowie vier Distincti, welche die vorgenannte Einteilung mit durchliefen. Dabei erhielten die Panistae die am höchsten dotierten Pfründen, während Neuaufgenommene jeweils im niedrigsten Rang als Canonici in herbis, Anwärter, einstiegen. Um überhaupt die Chance zu haben, weit genug aufzusteigen, wurden die meisten Mitglieder bereits zum frühstmöglichen Termin im siebten Lebensjahr aufgenommen. In späteren Lebensjahren aufgenommene fungierten dabei als Platzhalter, um im geeigneten Zeitpunkt zugunsten jüngerer Familienmitglieder zu resignieren. Aufgenommen wurden fast nur Adlige. Die Distincti wurden vom Fürstbischof bestimmt.
Die Wahl des Dompropsten erfolgte im Wechsel durch den Lübecker Rat und das Domkapitel. Die vom Lübecker Rat gewählten Dompröpste gehörten dem Domkapitel nicht an; in diesen Amtszeiten übernahm der Domdechant auch die Vertretung des Kapitels nach außen. Der letzte vom Lübecker Rat 1761 erwählte Dompropst und Syndicus Carl Henrich Dreyer war im Vorjahr 1802 verstorben.
Die beiden Livonisten-Präbenden am Lübecker Domkapitel waren nach ihrem Stifter, dem Domdekan Johannes Livo († 1292), benannt und berechtigten nur zu Einkünften, aber nicht zu Sitz und Stimme im Kapitel.

### Panistae
- Graf Friedrich Ludwig von Moltke, Domherr seit 1756, Domdechant seit 1794, Officialis von Fürstbischof Peter Friedrich Ludwig von Lübeck.
- Otto von Blome (Diplomat, 1735) (1735–1803), Domherr seit 1743
- Reichsgraf Johann Ludwig von Wallmoden-Gimborn, Domherr seit 1751
- Christoph von Buchwaldt (1751–1828), Domherr seit 1758
  - Erster Distinctus: Adolph Friedrich von Witzendorf, Domherr seit 1760, Dompropst seit 1802
- Reichsgraf Adolph Christian von Bassewitz (1758–1821), Domherr seit 1764.
- Freiherr Maximilian Alexander Joseph von Kurtzrock (1748–1807), Domherr seit 1765, erster Catholicus
- Freiherr Franz Ludwig von Hoevell (1755–1804), Domherr seit 1765
- Hans Caspar von Bülow, Domherr seit 1766
- Freiherr Otto Christian von Stenglin (1764–1851), Domherr seit 1771
- Georg Conrad von Wedderkop (1765–1841), Domherr seit 1774

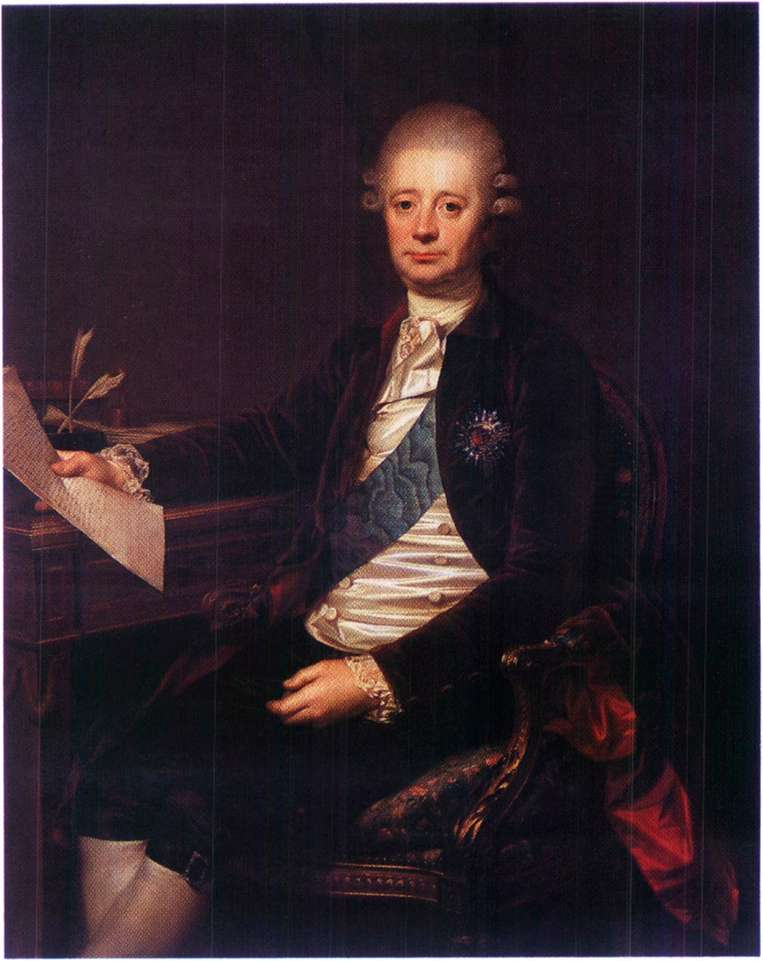
Otto Blome (1735–1803), Porträt von Jens Juel
Johann Ludwig von Wallmoden-Gimborn
Hans Caspar von Bülow

### Canonici integrati
- Graf Wilhelm Carl Ferdinand von Ahlefeldt, Domherr seit 1775
- Graf Otto Joachim von Moltke (1770–1853), Domherr seit 1776
- Graf Magnus von Dernath (1765–1828), Domherr seit 1777

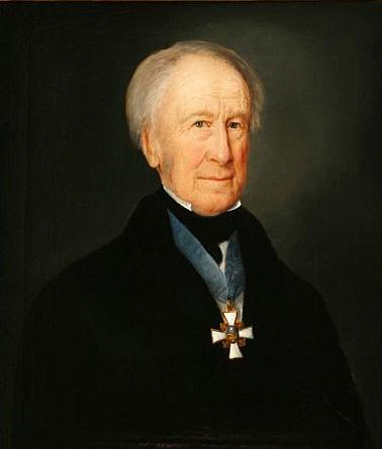
Wilhelm Carl Ferdinand Ahlefeldt-Laurvigen
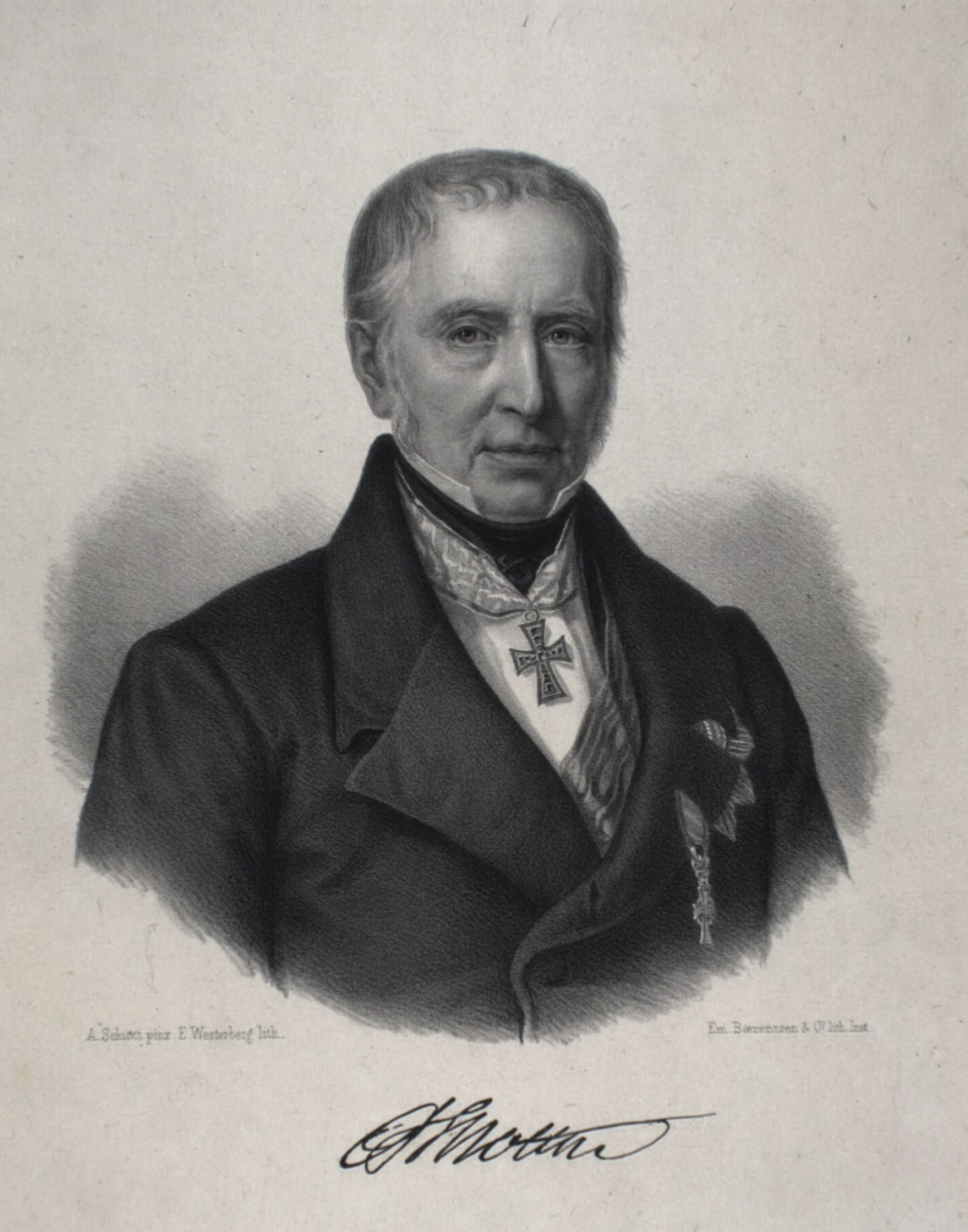
Otto Joachim von Moltke

### Canonici semi-integrati
- Zweiter Distinctus: Freiherr Johann von Mestmacher (1733–1805), Domherr seit 1777

- Reichsgraf Johann Baptist Aloysius von Edling (1753–1830), Domherr seit 1779, zweiter Catholicus
- Reichsgraf August Wilhelm Franz zu Rantzau (1768–1849), Domherr seit 1784
- Johann Georg Arnold von Brokes (1773–1825), Domherr seit 1785
- Reichsgraf Magnus Friedrich von Holmer  (1780–1857), Domherr seit 1786
- Prinz Karl August Christian zu Mecklenburg (1782–1833), Domherr seit 1789
- Georg Wilhelm Ernst August von dem Bussche (1786–), Domherr seit 1794

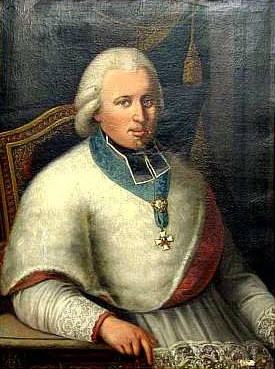
Johann Baptist Aloysius Graf Edling
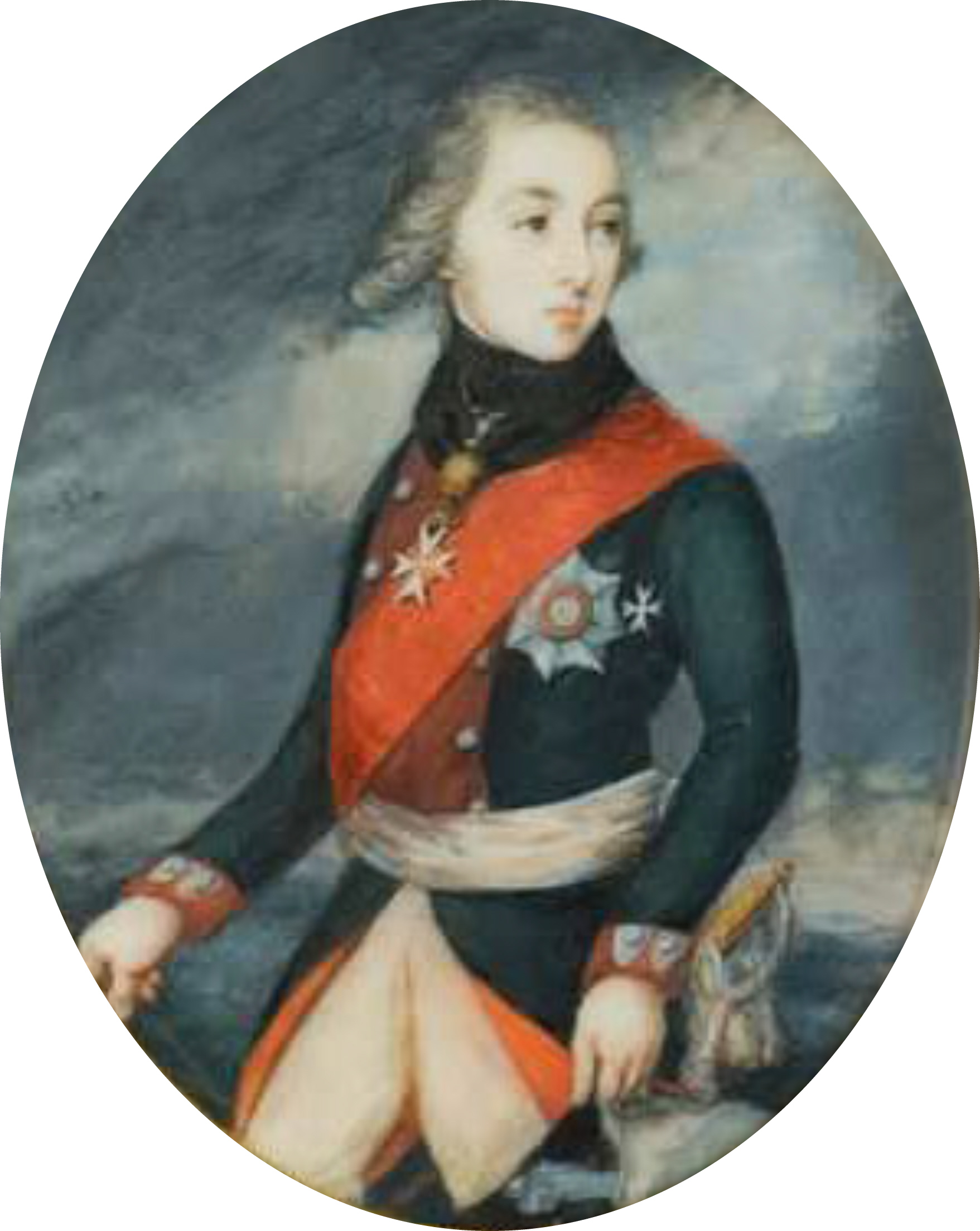
Karl August Christian zu Mecklenburg (1801)

### Canonici in herbis
- Reichsgraf Adolph Christian Ulrich von Bassewitz, Domherr seit 1795
- Freiherr Christoph von Elmendorff, Domherr seit 1795, dritter Catholicus
- Marcell von der Decken, Domherr seit 1797, vierter Catholicus
- Friedrich August Theodor von Koch, Domherr seit 1797
  - Dritter Distinctus: Conrad Reinhard von Koch, Domherr seit 1797
- Freiherr Martin (Max) von Eelking, Domherr seit 1801
- Graf Heinrich Christoph von Holstein, Domherr seit 1801
- Freiherr Carl Wolf Ulrich von Stenglin (1791–1871), Domherr seit 1802
  - Vierter Distinctus: vakant (seit dem mit seiner Konversion verbundenen Verzicht von Friedrich Leopold von Stolberg 1800)

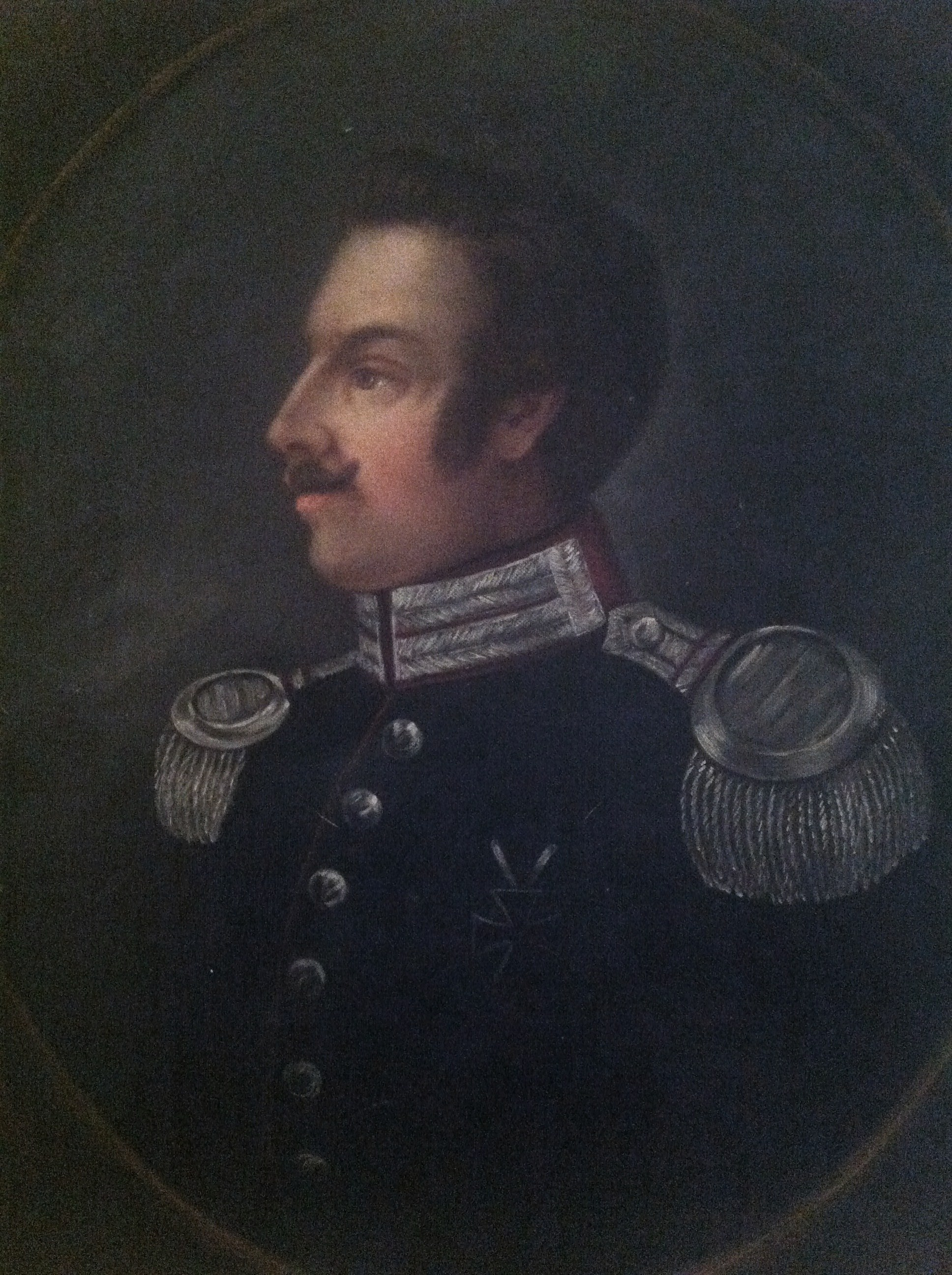
Adolph Christian Ulrich Graf v. Bassewitz
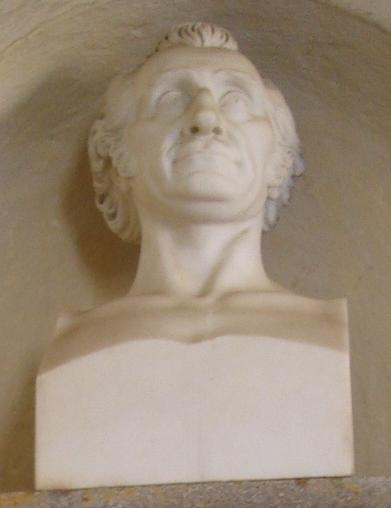
Diese Büste zeigt wahrscheinlich Friedrich August von Koch als adoptierten von Gise

### Livonisten-Präbenden
- Friedrich Carl Schnoor (1758–1816), Inhaber der Präbende seit 21. Mai 1768, Justizamtmann und Sekretär des Kapitels
- Christian Nicolaus von Evers (1775–1862), Inhaber der Präbende seit dem 4. Juni 1802, Lübecker Bürgermeister